# خانه موسی رحیمی
خانه موسی رحیمی مربوط به دوره قاجار است و در رفسنجان، محله قطب آباد، کوچه شماره ۴، شریعتی غربی واقع شده و این اثر در تاریخ ۲۴ اسفند ۱۳۸۳ با شمارهٔ ثبت ۱۱۳۸۹ به‌عنوان یکی از آثار ملی ایران به ثبت رسیده است.